# Авраамов, Юрий Серафимович
Ю́рий Серафи́мович Авраа́мов (29 июня 1927 — 9 октября 2012) — советский и российский материаловед, доктор технических наук, профессор, заслуженный деятель науки РФ. Президент ГОУ МГИУ (1997—2012). Член Международной академии наук высшей школы, Академии транспорта РФ, Международного союза экономистов, Президиума Международной академии менеджмента. Президент АНО «Международный институт „ИНФО-Рутения“».

## Биография
Образование: окончил Московский институт стали и сплавов по специальности «Физика металлов». Научное направление — материаловедение композиционных материалов. 
С 1974 по 1980 год — заведующий кафедрой металлографии Московского института стали и сплавов.
С января 1981 года по июль 1997 года — ректор МГИУ.
Автор более 300 научных трудов, в том числе 6 монографий. Имеет около 50 свидетельств на изобретения. Соавтор двух научных открытий.

## Награды
- орден Знак почета[6]
- орден Дружбы[7]
- медаль «За трудовую доблесть»[8]

## Основные труды
Источник информации — электронный каталог РНБ:
- Авраамов Ю. С., Демин В. А., Хохлов Н. Г. Организационные системы и технологии в области реструктуризации предприятий промышленности / Под ред. М. И. Лещенко. — М.: МГИУ; ИДО, 2002. — 368 с. — ISBN 5-276-00218-5.
- Авраамов Ю. С., Кошкин В. И., Столяров В. Л., Шляпин А. Д. Твердо-жидкофазное взаимодействие компонентов систем с ограниченной растворимостью в жидком состоянии. — М.: МГИУ, 2008. — 81 с. — ISBN 978-5-2760-1562-0.
- Авраамов Ю. С., Лещенко М. И., Шляпин А. Д. Научные основы и технология получения режущего инструмента с пластинами из композиционных материалов. — М.: МГИУ, 2002. — 352 с. — ISBN 5-276-00299-1.
- Авраамов Ю. С., Набутовский Л. Ш., Шляпин А. Д. Микроструктурные особенности твердо-жидкофазного взаимодействия систем несмешивающихся компонентов. — М.: МГИУ, 2002. — 108 с. — ISBN 5-276-00257-6.
- Авраамов Ю. С., Шляпин А. Д. Новые композиционные материалы на основе несмешивающихся компонентов: получение, структура, свойства. — М.: МГИУ, 1999. — ISBN 5-276-00013-1.
- Авраамов Ю. С., Шляпин А. Д. Сплавы на основе систем с ограниченной растворимостью в жидком состоянии: (Теория, технология, структура и свойства). — М.: Интерконтакт наука, 2002. — 371 с. — ISBN 5-902063-07-8.
- Авраамов Ю. С., Кекало И. Б., Самарин Б. А. Основы магнетизма, металловедение, технология производства и применения сплавов с особыми физическими свойствами: Разд. "Проводниковые сплавы и сплавы высок. омического сопротивления (кристаллические и аморфные). Сплавы с задан. температур. коэффициентом линейн. расширения": Учеб. пособие для студентов спец. 0406. — М.: МИСИС, 1983. — 119 с.
- Баранов Ю. В., Троицкий О. А., Авраамов Ю. С., Шляпин А. Д. Физические основы электроимпульсной и электропластической обработки и новые материалы. — М.: МГИУ, 2001. — 843 с. — ISBN 5-276-00177-4.
- Кекало И. Б., Столяров В. Л. Основы магнетизма, металловедения, технологии производства и применения сплавов с особыми физическими свойствами: Курс лекций / Под ред. проф. Ю. С. Аврамова. — М.: МИСиС, 1977.
- Малинина Р. И., Николаева В. Н., Цвилинг М. Я., Шишко Л. А. Металлография: Учеб. пособие для самостоят. работы студентов / Под ред. проф. Ю. С. Авраамова, проф. Б. Г. Лившица. - Ч. 2. — М.: Б. и, 1977.
- Малинина Р. И. Металлография: Курс лекций / Под ред. Ю. С. Аврамова. — М.: МИСИС, 1979.
- Троицкий О. А., Баранов Ю. В., Авраамов Ю. С., Шляпин А. Д. Физические основы и технологии обработки современных материалов: (теория, технология, структура и свойства). — М.-Ижевск: Ин-т Компьютерных Исследований, 2004.